# John Walter Tarleton

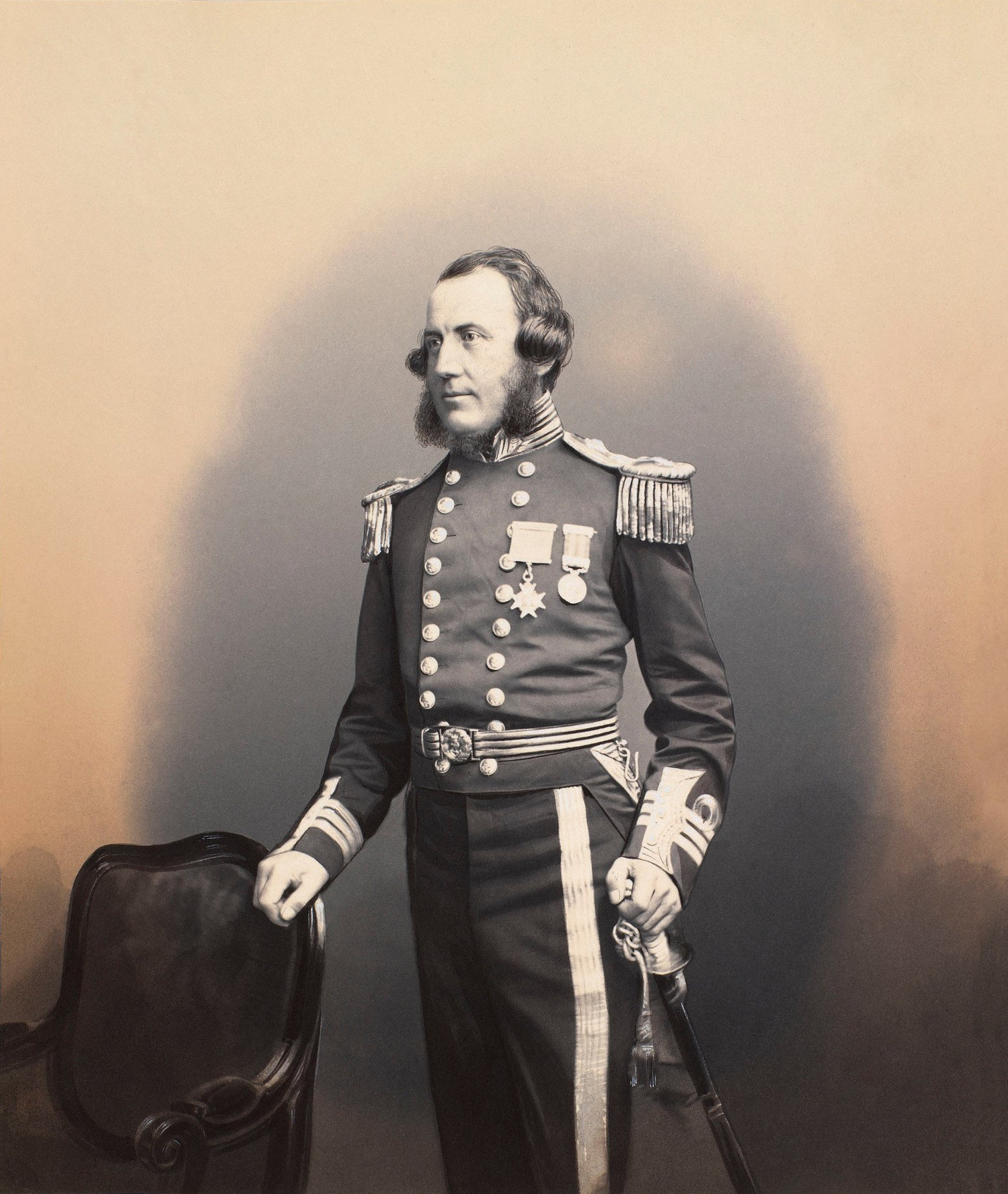
Tarleton, 1860

Sir John Walter Tarleton KCB (* 8. November 1811; † 25. September 1880) war ein britischer Admiral.

## Leben
John Walter Tarleton trat im März 1824 in die Royal Navy ein. 1835 wurde er zum Lieutnant befördert, 1846 zum Commander und 1852 zum Captain. Er nahm an dem Zweiten Anglo-Birmanischen Krieg teil. In den 1850er Jahren kommandierte er die HMS Eurydice und die HMS Euryalus. 1868 wurde er zum Rear-Admiral befördert. Von Juni 1871 bis Mai 1872 war er Junior Naval Lord und von Mai 1872 bis Dezember 1874 war er Second Naval Lord. Am 24. Mai 1873 wurde er als Knight Commander des Order of the Bath geadelt. Im selben Jahr wurde er zum Vice-Admiral befördert. 1876 wurde er pensioniert und im Ruhestand 1879 zum Admiral befördert.
Er heiratete 1861. Aus der Ehe gingen drei Kinder hervor, ein Sohn und zwei Töchter. John Walter Tarleton war ein Urenkel des Kaufmanns, Schiffseigners und Bürgermeisters von Liverpool John Tarleton, sowie ein Enkel von dessen Sohn Thomas. Damit ist er unter anderem ein Großneffe von Sir Banastre Tarleton, 1. Baronet.